# Ålands orgelfestival
Ålands orgelfestival (fin. Ahvenanmaan urkufestivaali) är ett internationellt musikevenemang på Åland som anordnas varje år sedan 1975, veckan efter midsommar. Det är ett komplement till andra festivaler och konserter i den åländska kultursommaren.
Som landskapets äldsta regelbundet återkommande och en av de äldsta i hela Finland har Ålands orgelfestival fått en etablerad ställning. I festivalens program kombineras orgeln ofta med andra instrument, sång, ensembler, körer och orkestrar.
Sedan festivalens början år 1975 deltog i sammanlagt 504 evenemang 189 unika organister och 167 övriga solister, ensembler, orkestrar, körer och dirigenter från 27 länder.
Festivalens konserter åren 2020 och 2021 har blivit inställda på grund av coronaviruset. 
År 2025 blir det 50 år sedan festivalen startade (1975). På grund av coronaviruset och ett tvåårigt uppehåll kommer jubileumsfestivalen år 2025 att ha ett ordningsnummer 49.

## Föreningen Ålands Orgelfestival r.f.
Ålands orgelfestival organiseras av Föreningen Ålands Orgelfestival r.f. (The Association Åland Organ Festival), grundad 29 januari 1986 i Mariehamn och undertecknad av Stefan Snellman, Kaj-Gustav Sandholm, Anja Eriksson, Sune Lindholm, Guy Karlsson och Kerstin Degerlund. Föreningens syfte är att väcka och stimulera intresset för orgelkonst på Åland. Föreningen består av en styrelse och 39 medlemmar (1 juli 2023).
Styrelseordförandena:
- 1974-1989 Stefan Snellman (1931-2008)
- 1989-2001 Kaj-Gustav Sandholm (född 1944)
- 2001-2023 Henryk Gwardak (född 1951), sedan 2009 även verksamhetsledare
- sedan oktober 2023 Eva-Helena Hansen (född 1965)

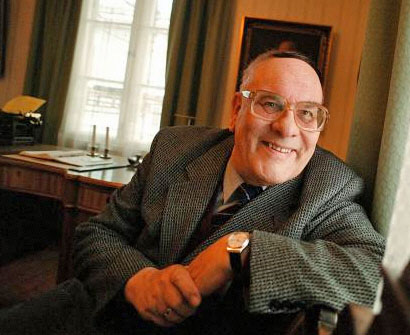
Stefan Snellman

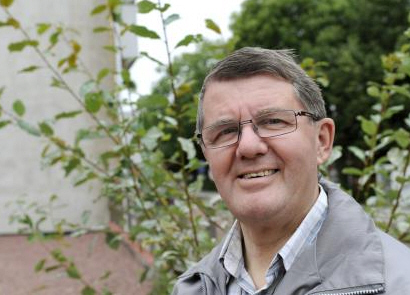
Kaj-Gustav Sandholm

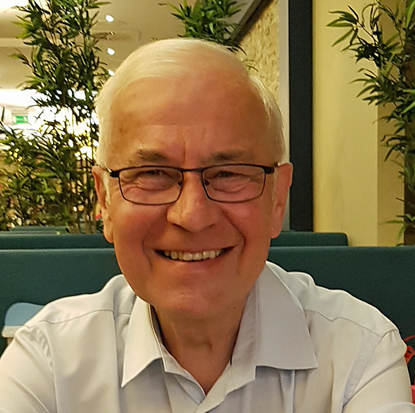
Henryk Gwardak

## Historia

### Tillkomsten av Ålands orgelfestival
På 1960- och 1970-talen anskaffades en rad nya mekaniska orglar till de åländska församlingarna. Dessa orglar fick ett gott betyg av de organister som gästspelade. Detta ledde i sin tur till att några av kyrkans män småningom gick in för att satsa på orgelmusiken i stor skala och grundade en åländsk orgelfestival. Vid den här tiden fanns det i Finland endast en orgelfestival, Lahden urkuviikko, som nyss hade inlett sin verksamhet.
Vintern 1974 gav diplomorganisten Erik Lundkvist från Gustav Vasa församling i Stockholm konsert på den nya orgeln från Grönlunds Orgelbyggeri i Mariehamns St Görans kyrka. Vid en sits hos director musices Sune Lindholm berättade Lundkvist med stor entusiasm om den första orgelfestivalen i Stockholm. Han hade själv varit huvudansvarig för den festivalen, som genast blev en succé. Lundkvist ansåg att goda förutsättningar skulle finnas för en egen orgelfestival på Åland. Skulle man hålla en orgelfestival i landskapet på försommaren, så skulle både den åländska naturen, de ljusa nätterna, de vackra medeltidskyrkorna och de ypperliga instrumenten tillsammans borga för en fullträff, trodde Erik Lundkvist. Detta tal fyllde de närvarande ålänningarna, kyrkoherde Stefan Snellman och kantorerna Sune Lindholm och Kaj-Gustav Sandholm med inspiration och tillförsikt. Vid detta tillfälle mer eller mindre "beslöt" man grunda Ålands orgelfestival.
Senare, på våren samma år, konfererade kyrkoherde Stefan Snellman med Erik Lundkvist om lämpliga organister, som kunde vidtalas för en festival följande år. Vid den här tiden utsågs Lundkvist till dirigent för den svenska sektionen av Internationella Schütz-sällskapet. Han framförde därför idén att man skulle baka ihop den första åländska orgelveckan med den Schütz-vecka som skulle hållas sommaren 1975. Snellman tyckte detta var en genialisk idé och kyrkomusikerna i församlingen höll med om detta.
Följaktligen inleddes hösten 1974 i Mariehamn en gemensam planering för den första orgelfestivalen. Ordförande vid detta tillfälle var Schütz-sällskapets ordförande doktor Eva-Juliane Meschke. Ytterligare två företrädare för Schütz-sällskapet deltog, bland dem dirigenten och organisten Erik Lundkvist, som ju var initiativtagare till detta samarbete. Från åländsk sida deltog förutom tidigare nämnda Snellman, Lindholm och Sandholm även kyrkoherdarna Sture Mattsson, Ingmar Lundén och Artur Javén samt organisten Sture Isacsson. (Organisten Göran Blomqvist, som också varit aktiv i kommittén, hade då ännu inte flyttat till Åland).
Den blandade kommittén höll ytterligare ett möte i Mariehamn hösten 1974 och resultatet blev att man i juni 1975 kunde bjuda på en mycket rik och omväxlande kyrkomusikalisk vecka. Som gästande dirigent för Schütz-kören inbjöds engelsmannen Michael Howard. Från Västtyskland deltog ca 25 musiker och sångare, inalles medverkade 120 personer. Bland organisterna märktes professor Alf Linder från Oscarskyrkan i Stockholm och organisten Andrzej Chorosinski från Warszawa, Polen. Utlänningarna och deltagarna från det finländska fastlandet bodde och repeterade på Mariehamns församlings lägergård i Lemböte. En barock-konsert hölls också i Kastelholms slott.
Inför den första festivalen sändes 16 000 inbjudningar ut till olika församlingar, musikinstitutioner och körer i Västtyskland och de nordiska länderna. Ekonomiskt stöddes orgelfestivalen av de åländska församlingarna, Ålands landskapsstyrelse och Rikskonserter i Sverige. För övrigt gav också insamlade kollekter och försäljning av program en del inkomst till festivalen.
Från början hölls festivalen i förra delen eller mitten av juni månad. Senare flyttades den permanent till veckan efter midsommar, detta så väl med hänsyn till församlingarnas skriftskolor och övriga program som med tanke på att semesterfirare och turister i större utsträckning börjar anlända till Åland först från och med midsommarhelgen. I allmänhet har Ålands orgelfestival omfattat mellan åtta och tolv konserter, som hållits under en tidsrymd av cirka fem till sju dagar. Antalet deltagare har rört sig mellan elva hundra och tretton hundra personer. 

## Statistik

### Festivalens tidpunkter 1975-2024
|                              | Från       | Till       | Dagar | Konserter |
| ---------------------------- | ---------- | ---------- | ----- | --------- |
| Ålands I orgelfestival       | 22.06.1975 | 28.06.1975 | 7     | 10        |
| Ålands II orgelfestival      | 10.06.1976 | 13.06.1976 | 4     | 9         |
| Ålands III orgelfestival     | 07.06.1977 | 13.06.1977 | 7     | 8         |
| Ålands IV orgelfestival      | 17.06.1978 | 22.06.1978 | 6     | 8         |
| Ålands V orgelfestival       | 17.06.1979 | 21.06.1979 | 5     | 10        |
| Ålands VI orgelfestival      | 14.06.1980 | 19.06.1980 | 6     | 7         |
| Ålands VII orgelfestival     | 13.06.1981 | 17.06.1981 | 5     | 5         |
| Ålands VIII orgelfestival    | 27.06.1982 | 30.06.1982 | 4     | 7         |
| Ålands IX orgelfestival      | 26.06.1983 | 03.07.1983 | 8     | 10        |
| Ålands X orgelfestival       | 24.06.1984 | 29.06.1984 | 6     | 12        |
| Ålands XI orgelfestival      | 23.06.1985 | 28.06.1985 | 6     | 12        |
| Ålands XII orgelfestival     | 22.06.1986 | 29.06.1986 | 8     | 10        |
| Ålands XIII orgelfestival    | 21.06.1987 | 27.06.1987 | 7     | 9         |
| Ålands XIV orgelfestival     | 26.06.1988 | 02.07.1988 | 7     | 11        |
| Ålands XV orgelfestival      | 25.06.1989 | 01.07.1989 | 7     | 12        |
| Ålands XVI orgelfestival     | 24.06.1990 | 30.06.1990 | 7     | 10        |
| Ålands XVII orgelfestival    | 23.06.1991 | 30.06.1991 | 8     | 12        |
| Ålands XVIII orgelfestival   | 22.06.1992 | 22.06.1992 | 7     | 7         |
| Ålands XIX orgelfestival     | 27.06.1993 | 04.07.1993 | 8     | 11        |
| Ålands XX orgelfestival      | 26.06.1994 | 04.07.1994 | 9     | 11        |
| Ålands XXI orgelfestival     | 25.06.1995 | 01.07.1995 | 7     | 11        |
| Ålands XXII orgelfestival    | 24.06.1996 | 29.06.1996 | 7     | 9         |
| Ålands XXIII orgelfestival   | 23.06.1997 | 28.06.1997 | 7     | 10        |
| Ålands XXIV orgelfestival    | 22.06.1998 | 27.06.1998 | 7     | 9         |
| Ålands XXV orgelfestival     | 27.06.1999 | 04.07.1999 | 8     | 13        |
| Ålands XXVI orgelfestival    | 25.06.2000 | 01.07.2000 | 7     | 10        |
| Ålands XXVII orgelfestival   | 24.06.2001 | 29.06.2001 | 6     | 11        |
| Ålands XXVIII orgelfestival  | 23.06.2002 | 29.06.2002 | 7     | 13        |
| Ålands XXIX orgelfestival    | 22.06.2003 | 28.06.2003 | 7     | 14        |
| Ålands XXX orgelfestival     | 27.06.2004 | 03.07.2004 | 7     | 13        |
| Ålands XXXI orgelfestival    | 26.06.2005 | 03.07.2005 | 8     | 14        |
| Ålands XXXII orgelfestival   | 25.06.2006 | 01.07.2006 | 7     | 14        |
| Ålands XXXIII orgelfestival  | 24.06.2007 | 30.06.2007 | 7     | 15        |
| Ålands XXXIV orgelfestival   | 23.06.2008 | 28.06.2008 | 7     | 13        |
| Ålands XXXV orgelfestival    | 22.06.2009 | 27.06.2009 | 7     | 13        |
| Ålands XXXVI orgelfestival   | 27.06.2010 | 03.07.2010 | 7     | 14        |
| Ålands XXXVII orgelfestival  | 26.06.2011 | 02.07.2011 | 7     | 14        |
| Ålands XXXVIII orgelfestival | 24.06.2012 | 30.06.2012 | 7     | 14        |
| Ålands XXXIX orgelfestival   | 23.06.2013 | 29.06.2013 | 7     | 11        |
| Ålands XL orgelfestival      | 22.06.2014 | 28.06.2014 | 7     | 12        |
| Ålands XLI orgelfestival     | 21.06.2015 | 27.06.2015 | 7     | 11        |
| Ålands XLII orgelfestival    | 26.06.2016 | 02.07.2016 | 7     | 10        |
| Ålands XLIII orgelfestival   | 25.06.2017 | 01.07.2017 | 7     | 11        |
| Ålands XLIV orgelfestival    | 24.06.2018 | 30.06.2018 | 7     | 10        |
| Ålands XLV orgelfestival     | 23.06.2019 | 28.06.2019 | 6     | 8         |
| Ålands XLVI orgelfestival    | 26.06.2022 | 01.07.2022 | 6     | 8         |
| Ålands XLVII orgelfestival   | 25.06.2023 | 30.06.2023 | 6     | 8         |
| Ålands XLVIII orgelfestival  | 23.06.2024 | 28.06.2024 | 6     | 8         |

Festivalens platser och orglar 2023

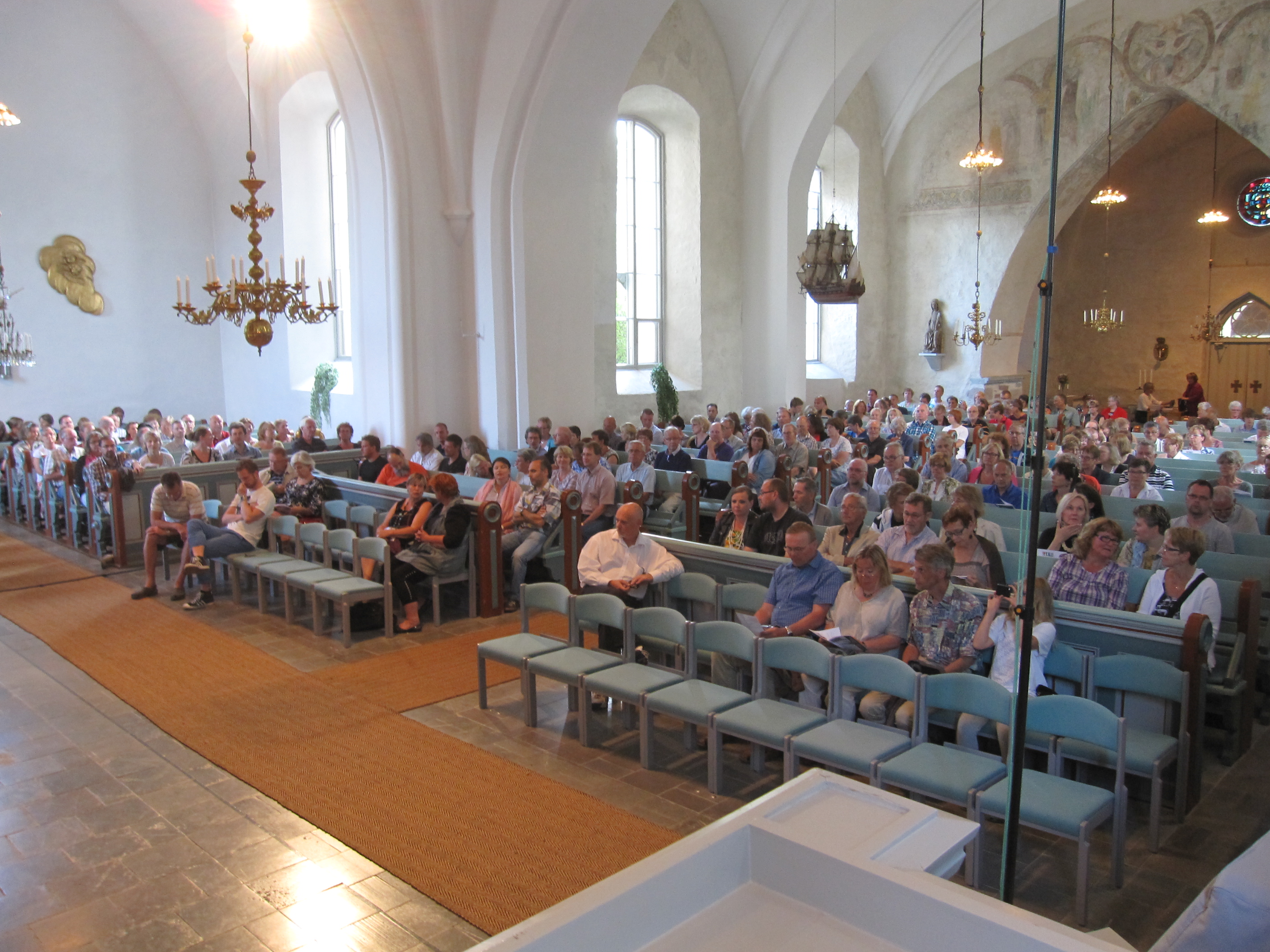
Publiken vid festivalens konsert 30.6.2011, Jomala kyrka

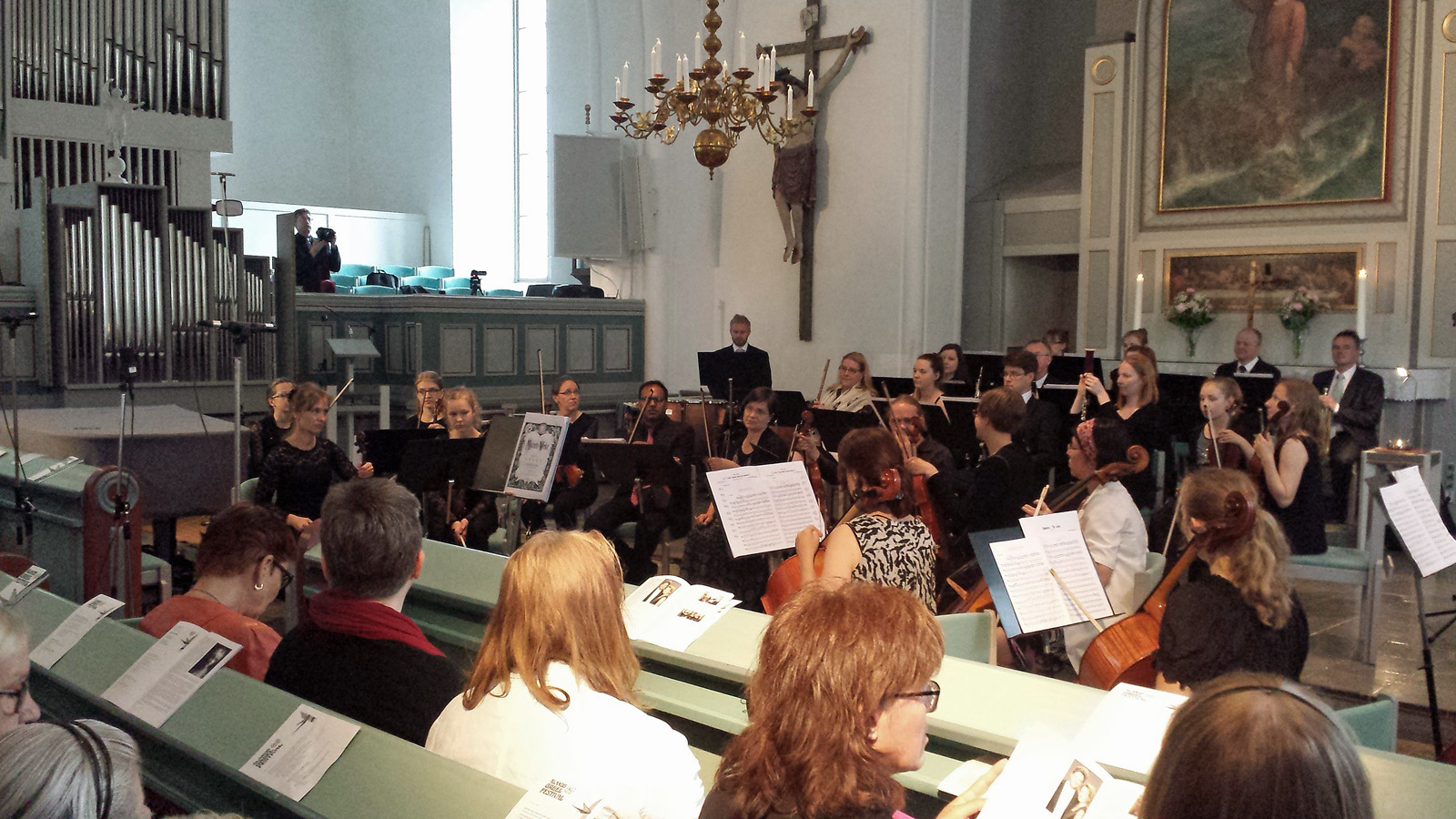
The Manfred Gräsbeck Symphony Orchestra 27.6.2015, Jomala kyrka

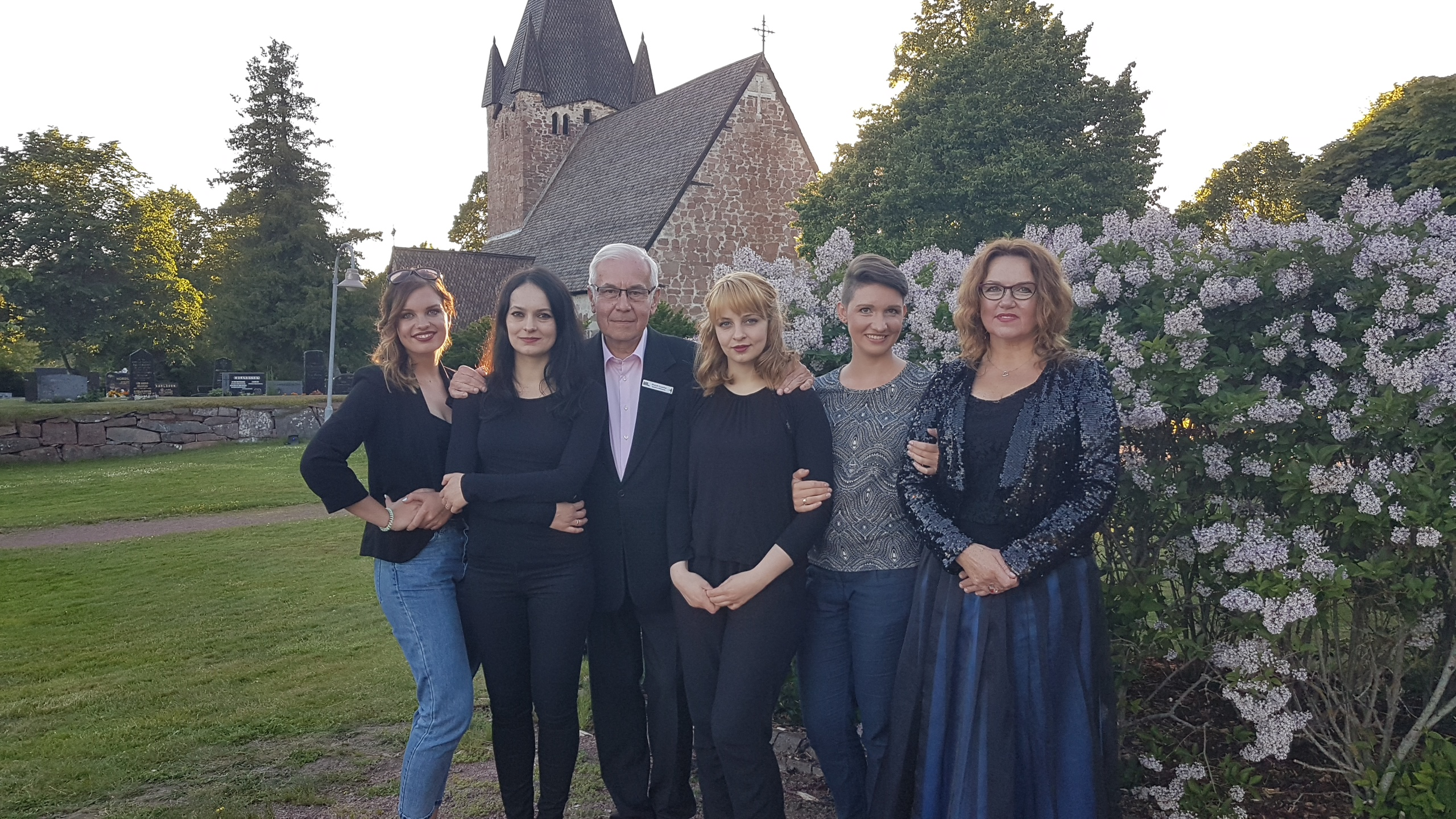
Artu'S KWARTET 29.6.2017, Finströms kyrka

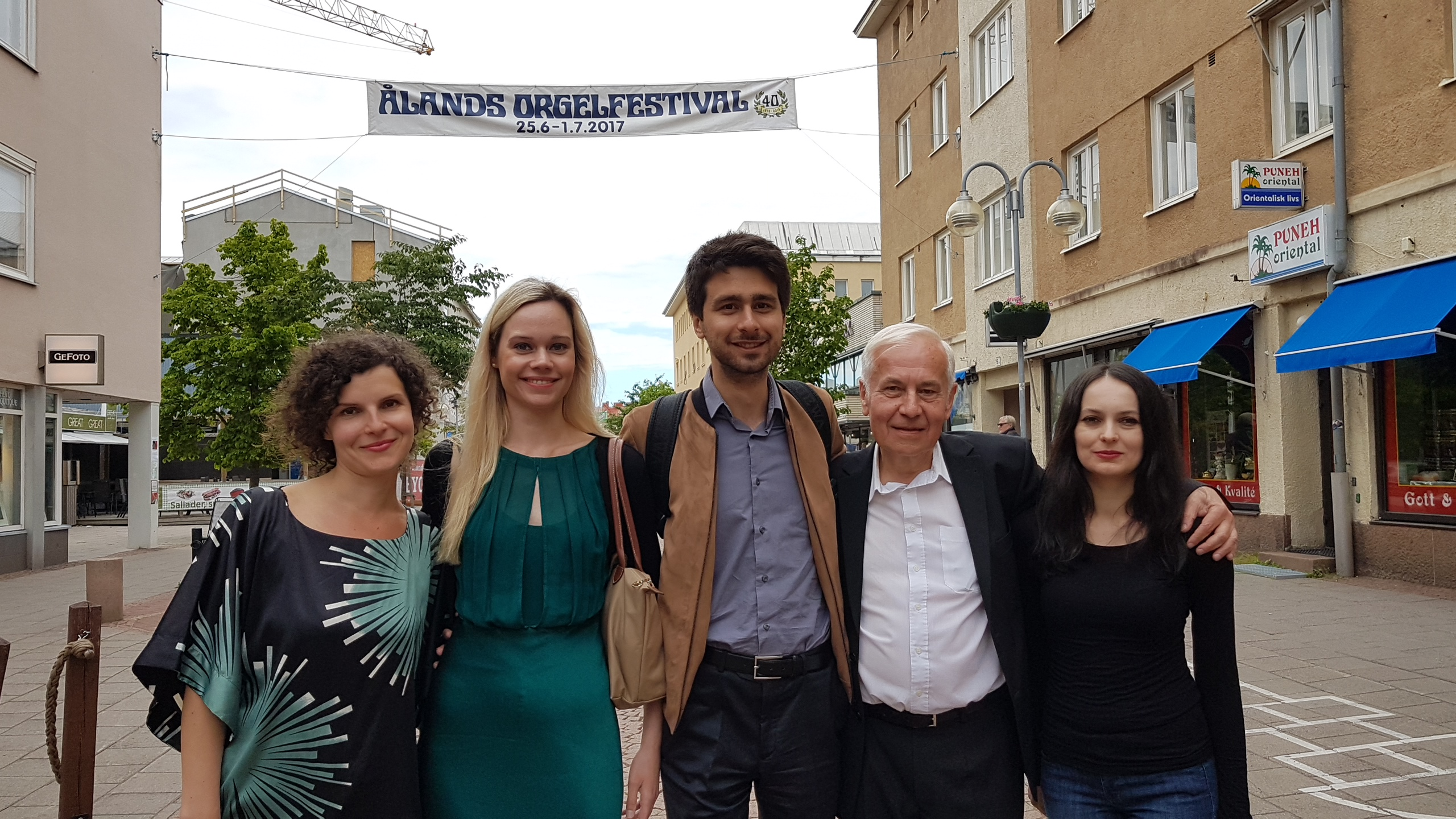
Trio Ambassador 1.7.2017, Torggatan, Mariehamn

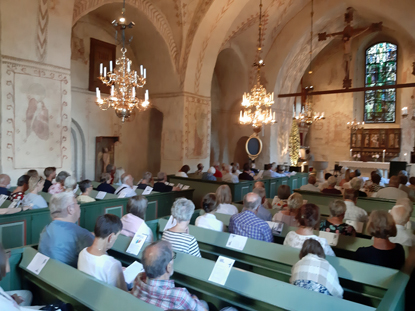
Orgelkonsert 30.6.2022, Piotr Rojek, Finströms kyrka

Förteckning över kyrkor och orglar som används vid Ålands orgelfestival 2023:
(kommun, kyrka, firma, byggnadsår, antal manualer (klaviaturer), traktur, antal orgelstämmor)
- Finström, S:t Mikaels kyrka, Hans Heinrich 1974, II, mekanisk, 18
- Jomala, S:t Olofs kyrka, Veikko Virtanen 1964, II, mekanisk, 27
- Lemland, S:ta Birgitta kyrka, Paschen Kiel Orgelbau GmbH 2008, II, mekanisk, 19
- Mariehamn, S:t Görans kyrka, Grönlunds orgelbyggeri 1969 (1982), III, mekanisk, 37
- Saltvik, S:ta Maria kyrka, Veikko Virtanen 1973, II, mekanisk, 19
- Sund, S:t Johannes Döparens kyrka, Kangasala 1973, II, mekanisk, 21

## Artister

### Deltagande organister (189) enligt länder (27) 1975-2023
| kod | land       | antal |  | kod | land          | antal |  | kod | land           | antal |
| --- | ---------- | ----- |  | --- | ------------- | ----- |  | --- | -------------- | ----- |
| AU  | Australien | 1     |  | HR  | Kroatien      | 1     |  | S   | Sverige        | 32    |
| B   | Belgien    | 4     |  | LI  | Liechtenstein | 1     |  | UK  | Storbritannien | 6     |
| DK  | Danmark    | 5     |  | LT  | Litauen       | 2     |  | ROC | Sydkorea       | 1     |
| EST | Estland    | 2     |  | NL  | Nederländerna | 2     |  | CZ  | Tjeckien       | 4     |
| FIN | Finland    | 36    |  | N   | Norge         | 6     |  | D   | Tyskland       | 13    |
| F   | Frankrike  | 13    |  | PL  | Polen         | 15    |  | HU  | Ungern         | 1     |
| IS  | Island     | 2     |  | RUS | Ryssland      | 2     |  | USA | USA            | 3     |
| I   | Italien    | 10    |  | CH  | Schweiz       | 7     |  | AX  | Åland          | 13    |
| J   | Japan      | 4     |  | E   | Spanien       | 2     |  | A   | Österrike      | 1     |